# Thomas (Wirginia Zachodnia)
Thomas – miasto w Stanach Zjednoczonych, w stanie Wirginia Zachodnia, w hrabstwie Tucker.